# Jortsaari
Jortsaari är en ö i Finland. Den ligger i sjön Pernjärvi och i kommunen Salo i den ekonomiska regionen  Salo och landskapet Egentliga Finland, i den södra delen av landet, 90 km väster om huvudstaden Helsingfors. Öns area är 0,1 hektar och dess största längd är 90 meter i sydöst-nordvästlig riktning.